# Киприян Картагенски
Свети Киприян Картагенски (с рождено име на латински: Thascius Caecilus Cyprianus (Тасций Цецилий Киприян)) е епископ на Картаген и автор на богословска литература. Създател е на каноничното учение за единството на църквата и нейната йерархическа структура.

## Биография
Роден е около 200 г. в езическо семейство. Става християнин и приема кръщение и скоро след това е ръкоположен за дякон, а по-късно и за презвитер. Около 249 г. е избран за епископ на Картаген.
През 254 г. влиза в противоречие с папа Стефан I по въпроса дали трябва да се счита за действително кръщението, извършено от християни-еретици (напр., от епископи разколници). В Северна Африка било традиция, еретиците, приемани в църквата, да бъдат кръщавани отново. Традицията в Рим, Мавритания (част от Северна Африка) и цялата останала църква била кръщението, направено от еретиците, да се смята за валидно, и да не се прави повторно кръщение. Киприян отстоява своята позиция и два пъти свиква поместен събор на епископите от Северна Африка, които, заедно с него, да потвърдят необходимостта от повторно кръщение на еретиците. В отговор, папа Стефан I издава декрет, в който забранява „нововъведенията“, т.е. повторното кръщение на приеманите в църквата еретици. Този декрет е последван от кореспонденция между Киприан и други духовници, както и от още един поместен събор на северноафриканските епископи.
Окончателната развръзка на този спор не е достигнала до наши дни. В по-голямата част от Северна Африка обаче, както и в Кападокия (на територията на днешна Турция), по традиция всички езичници, приемани в църквата, са били кръщавани повторно; в цялата останала църква, те са били приемани само с възлагане на ръце; традицията в Римокатолическата и в повечето Православни църкви отговаря на издадения от свети папа Стефан I, декрет, а именно – кръщението на други християнски деноминации се приема за валидно, и не се прави повторно кръщение, а само миропомазване (освен при православните, приели римокатолицизма, тъй като те са били помазани по време на тайнството Свето Кръщение).
В края на 256 г., по времето на император Валериан I (253 – 260), започва ново гонение на християните. Мъченически загиват и папа Стефан I, и избраният след него папа Сикст II. В Северна Африка, Киприян подготвя християните за очакваното преследване, като пише „В похвала на мъчениците“ (De exhortatione martyrii), и дава личен пример, когато сам е изправен пред римския проконсул на 30 август 257 г. Киприян е изпратен на заточение. Една година по-късно е върнат като затворник в Картаген. След назначаването на нов проконсул, Киприян е осъден на смърт и обезглавен с меч, на открито, пред голямо множество народ. Християни погребват тялото му, и на мястото на гроба и на екзекуцията му по-късно са построени църкви, впоследствие разрушени при нападението на вандалите.
Най-важната творба на свети Киприян е „За църковното единство“ (De unitate ecclesiae), в която той пише: „Бог не е Отец на този, за когото църквата не е майка... тези, които се събират другаде, извън църквата, разпиляват църквата Христова... нито има друг дом за вярващите, освен едната Църква“. Запазени са също 81 негови писма, които представят жива картина на времето, в което живее. Сред творбите му са трактати върху молитвата Отче наш, за скормността на облеклото на девиците, „За морала“, „За даването на милостиня“ и др.
Почитан е като светец от Римокатолическата, Православната, Източните Православни, Англиканската и Лутеранската църкви.

## Памет
На свети Киприян е наречена улица в квартал „Младост 2“ в София (Карта).